# Andrzej Ruszczyński
Andrzej Piotr Ruszczyński (né le 29 juillet 1951) est un mathématicien appliqué polono-américain, connu pour ses contributions à l'optimisation mathématique, en particulier la programmation stochastique (en) et l'optimisation averse au risque.

## Formation et carrière
Ruszczyński est né et a fait ses études en Pologne. En 1969, il remporte la XXe Olympiade mathématique polonaise. Après avoir obtenu en 1974 une maîtrise du Département d'électronique de l'Université de technologie de Varsovie, il rejoint l'Institut de contrôle automatique de cette école. En 1977, il obtient son doctorat pour une thèse sur le contrôle des systèmes à grande échelle, et en 1983 l'Habilitation, pour une thèse sur la programmation stochastique (en) non linéaire. En 1992, le président de la Pologne, Lech Wałęsa, décerne à Ruszczyński le titre d'État de professeur. De 1984 à 1986, Ruszczyński est chercheur invité à l'Institut de recherche opérationnelle de l'université de Zurich. En 1986-87, il est vice-directeur de l'Institut de contrôle automatique, et en 1987-1990, il est vice-doyen du département d'électronique de l'Université de technologie de Varsovie.

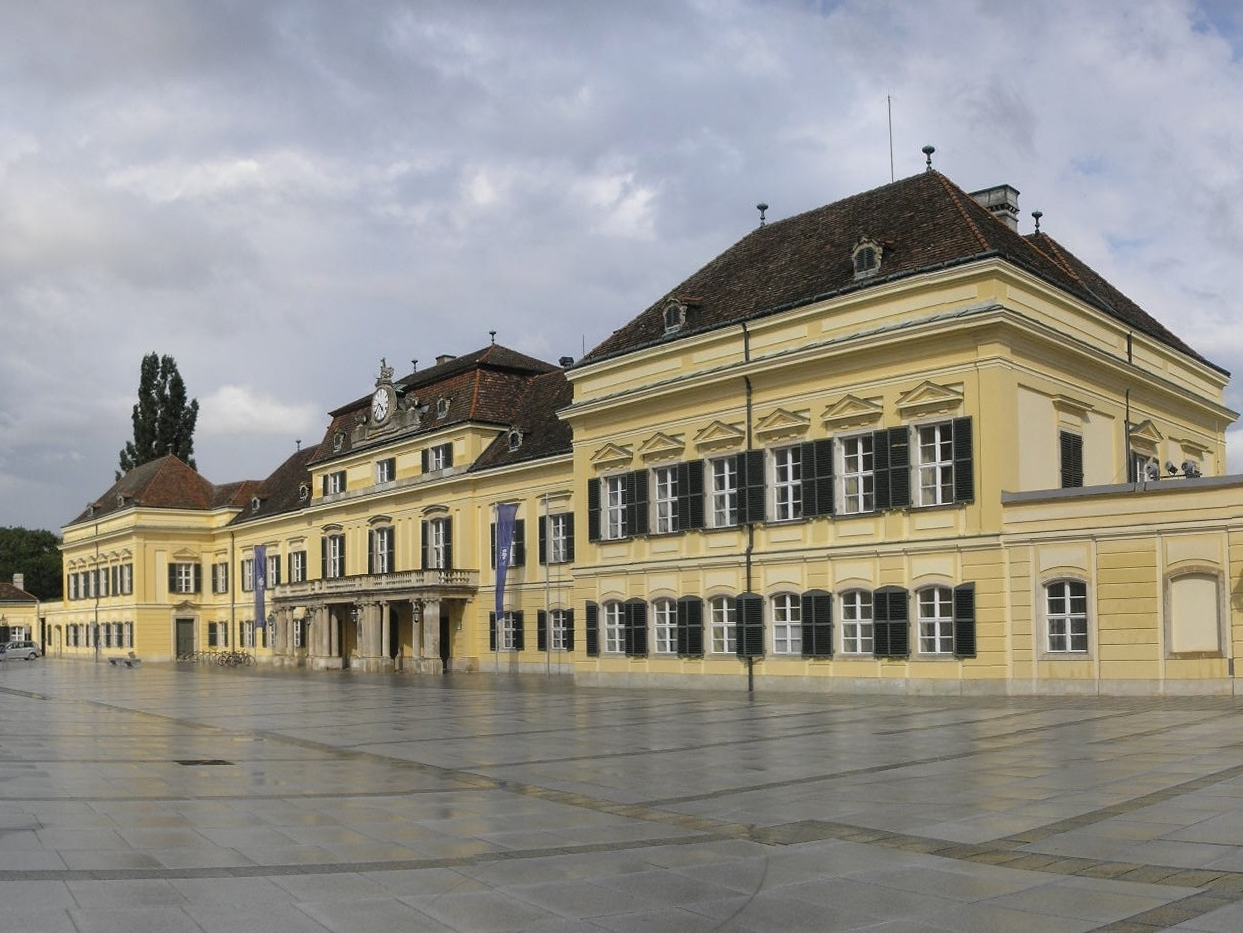
Ruszczyński a dirigé un projet d'optimisation sous incertitude à l' Institut international d'analyse des systèmes appliqués (photo).

En 1992, Ruszczyński est professeur invité au Département de recherche opérationnelle de l'Université de Princeton, en 1992-96, il dirige le projet Optimization under Uncertainty à l'Institut international d'analyse des systèmes appliqués, en 1996-97, il est professeur invité au Département de Génie industriel, Université du Wisconsin à Madison, et depuis 1997, il travaille à l'université Rutgers, où il occupe un poste de professeur au Conseil des gouverneurs de la Rutgers Business School (en),.

## Principales réalisations
Ruszczyński a développé des méthodes de décomposition pour les problèmes de programmation stochastique, la théorie des contraintes de dominance stochastique (conjointement avec Darinka Dentcheva (en)), a contribué à la théorie des mesures de risque (en) cohérentes, conditionnelles et dynamiques (conjointement avec Alexander Shapiro) et a créé la théorie des mesures de risque de Markov ,,,,. Il est l'auteur de cinq livres et de plus de 100 articles de recherche.

## Prix et distinctions
Il est élu membre de la promotion 2017 des Fellows de l'Institute for Operations Research and the Management Sciences. En 2018, Ruszczyński (conjointement avec A. Shapiro) reçoit le Prix George-B.-Dantzig, de la Society for Industrial and Applied Mathematics et de la Mathematical Optimization Society .

## Publications

### Livres (sélection)
- Andrzej Ruszczyński et Alexander Shapiro, Stochastic Programming, vol. 10, Philadelphia, Elsevier, coll. « Handbooks in Operations Research and Management Science », 2003, 700 p. (ISBN 978-0444508546)
- Andrzej Ruszczyński, Nonlinear Optimization, Princeton, NJ, Princeton University Press, 2006, xii+454 (ISBN 978-0691119151, MR 2199043)
- Alexander Shapiro, Darinka Dentcheva et Andrzej Ruszczyński, Lectures on stochastic programming. Modeling and theory, vol. 9, Philadelphia, Society for Industrial and Applied Mathematics, coll. « MPS/SIAM Series on Optimization », 2009, xvi+436 (ISBN 978-0898716870, MR 2562798)

### Articles influents
- Ruszczyński, A., A regularized decomposition method for minimizing a sum of polyhedral functions, Mathematical Programming 35 (1986) 309–333.
- Mulvey, JM; et Ruszczyński, A., A new scenario decomposition method for large-scale stochastic optimization, Operations Research 43(1995) 477–490.
- Ogryczak, W.; et Ruszczyński, A., Dual stochastic dominance and related mean—risk models, SIAM Journal on Optimization 13 (2002) 60–78.
- Dentcheva, D.; et Ruszczyński, A., Optimization with stochastic dominance constraints, SIAM Journal on Optimization 14 (2003) 548–566.
- Ruszczyński, A.; et Shapiro, A., Optimization of convex risk functions, Mathematics of Operations Research 31 (2006) 433–452.

## Composition d'échecs
|   | a | b | c | d | e | f | g | h |   |
| 8 | Cavalier blanc sur case blanche g8 · Pion blanc sur case blanche b7 · Tour blanche sur case blanche d7 · Pion noir sur case blanche f7 · Cavalier noir sur case blanche a6 · Pion noir sur case noire b6 · Pion noir sur case noire f6 · Pion noir sur case blanche g6 · Pion noir sur case noire c5 · Roi noir sur case noire e5 · Cavalier noir sur case blanche h5 · Cavalier blanc sur case noire b4 · Pion noir sur case noire d4 · Pion blanc sur case blanche e4 · Fou noir sur case noire h4 · Pion noir sur case blanche b3 · Roi blanc sur case blanche f3 · Dame blanche sur case noire d2 | Cavalier blanc sur case blanche g8 · Pion blanc sur case blanche b7 · Tour blanche sur case blanche d7 · Pion noir sur case blanche f7 · Cavalier noir sur case blanche a6 · Pion noir sur case noire b6 · Pion noir sur case noire f6 · Pion noir sur case blanche g6 · Pion noir sur case noire c5 · Roi noir sur case noire e5 · Cavalier noir sur case blanche h5 · Cavalier blanc sur case noire b4 · Pion noir sur case noire d4 · Pion blanc sur case blanche e4 · Fou noir sur case noire h4 · Pion noir sur case blanche b3 · Roi blanc sur case blanche f3 · Dame blanche sur case noire d2 | Cavalier blanc sur case blanche g8 · Pion blanc sur case blanche b7 · Tour blanche sur case blanche d7 · Pion noir sur case blanche f7 · Cavalier noir sur case blanche a6 · Pion noir sur case noire b6 · Pion noir sur case noire f6 · Pion noir sur case blanche g6 · Pion noir sur case noire c5 · Roi noir sur case noire e5 · Cavalier noir sur case blanche h5 · Cavalier blanc sur case noire b4 · Pion noir sur case noire d4 · Pion blanc sur case blanche e4 · Fou noir sur case noire h4 · Pion noir sur case blanche b3 · Roi blanc sur case blanche f3 · Dame blanche sur case noire d2 | Cavalier blanc sur case blanche g8 · Pion blanc sur case blanche b7 · Tour blanche sur case blanche d7 · Pion noir sur case blanche f7 · Cavalier noir sur case blanche a6 · Pion noir sur case noire b6 · Pion noir sur case noire f6 · Pion noir sur case blanche g6 · Pion noir sur case noire c5 · Roi noir sur case noire e5 · Cavalier noir sur case blanche h5 · Cavalier blanc sur case noire b4 · Pion noir sur case noire d4 · Pion blanc sur case blanche e4 · Fou noir sur case noire h4 · Pion noir sur case blanche b3 · Roi blanc sur case blanche f3 · Dame blanche sur case noire d2 | Cavalier blanc sur case blanche g8 · Pion blanc sur case blanche b7 · Tour blanche sur case blanche d7 · Pion noir sur case blanche f7 · Cavalier noir sur case blanche a6 · Pion noir sur case noire b6 · Pion noir sur case noire f6 · Pion noir sur case blanche g6 · Pion noir sur case noire c5 · Roi noir sur case noire e5 · Cavalier noir sur case blanche h5 · Cavalier blanc sur case noire b4 · Pion noir sur case noire d4 · Pion blanc sur case blanche e4 · Fou noir sur case noire h4 · Pion noir sur case blanche b3 · Roi blanc sur case blanche f3 · Dame blanche sur case noire d2 | Cavalier blanc sur case blanche g8 · Pion blanc sur case blanche b7 · Tour blanche sur case blanche d7 · Pion noir sur case blanche f7 · Cavalier noir sur case blanche a6 · Pion noir sur case noire b6 · Pion noir sur case noire f6 · Pion noir sur case blanche g6 · Pion noir sur case noire c5 · Roi noir sur case noire e5 · Cavalier noir sur case blanche h5 · Cavalier blanc sur case noire b4 · Pion noir sur case noire d4 · Pion blanc sur case blanche e4 · Fou noir sur case noire h4 · Pion noir sur case blanche b3 · Roi blanc sur case blanche f3 · Dame blanche sur case noire d2 | Cavalier blanc sur case blanche g8 · Pion blanc sur case blanche b7 · Tour blanche sur case blanche d7 · Pion noir sur case blanche f7 · Cavalier noir sur case blanche a6 · Pion noir sur case noire b6 · Pion noir sur case noire f6 · Pion noir sur case blanche g6 · Pion noir sur case noire c5 · Roi noir sur case noire e5 · Cavalier noir sur case blanche h5 · Cavalier blanc sur case noire b4 · Pion noir sur case noire d4 · Pion blanc sur case blanche e4 · Fou noir sur case noire h4 · Pion noir sur case blanche b3 · Roi blanc sur case blanche f3 · Dame blanche sur case noire d2 | Cavalier blanc sur case blanche g8 · Pion blanc sur case blanche b7 · Tour blanche sur case blanche d7 · Pion noir sur case blanche f7 · Cavalier noir sur case blanche a6 · Pion noir sur case noire b6 · Pion noir sur case noire f6 · Pion noir sur case blanche g6 · Pion noir sur case noire c5 · Roi noir sur case noire e5 · Cavalier noir sur case blanche h5 · Cavalier blanc sur case noire b4 · Pion noir sur case noire d4 · Pion blanc sur case blanche e4 · Fou noir sur case noire h4 · Pion noir sur case blanche b3 · Roi blanc sur case blanche f3 · Dame blanche sur case noire d2 | 8 |
| 7 | Cavalier blanc sur case blanche g8 · Pion blanc sur case blanche b7 · Tour blanche sur case blanche d7 · Pion noir sur case blanche f7 · Cavalier noir sur case blanche a6 · Pion noir sur case noire b6 · Pion noir sur case noire f6 · Pion noir sur case blanche g6 · Pion noir sur case noire c5 · Roi noir sur case noire e5 · Cavalier noir sur case blanche h5 · Cavalier blanc sur case noire b4 · Pion noir sur case noire d4 · Pion blanc sur case blanche e4 · Fou noir sur case noire h4 · Pion noir sur case blanche b3 · Roi blanc sur case blanche f3 · Dame blanche sur case noire d2 | Cavalier blanc sur case blanche g8 · Pion blanc sur case blanche b7 · Tour blanche sur case blanche d7 · Pion noir sur case blanche f7 · Cavalier noir sur case blanche a6 · Pion noir sur case noire b6 · Pion noir sur case noire f6 · Pion noir sur case blanche g6 · Pion noir sur case noire c5 · Roi noir sur case noire e5 · Cavalier noir sur case blanche h5 · Cavalier blanc sur case noire b4 · Pion noir sur case noire d4 · Pion blanc sur case blanche e4 · Fou noir sur case noire h4 · Pion noir sur case blanche b3 · Roi blanc sur case blanche f3 · Dame blanche sur case noire d2 | Cavalier blanc sur case blanche g8 · Pion blanc sur case blanche b7 · Tour blanche sur case blanche d7 · Pion noir sur case blanche f7 · Cavalier noir sur case blanche a6 · Pion noir sur case noire b6 · Pion noir sur case noire f6 · Pion noir sur case blanche g6 · Pion noir sur case noire c5 · Roi noir sur case noire e5 · Cavalier noir sur case blanche h5 · Cavalier blanc sur case noire b4 · Pion noir sur case noire d4 · Pion blanc sur case blanche e4 · Fou noir sur case noire h4 · Pion noir sur case blanche b3 · Roi blanc sur case blanche f3 · Dame blanche sur case noire d2 | Cavalier blanc sur case blanche g8 · Pion blanc sur case blanche b7 · Tour blanche sur case blanche d7 · Pion noir sur case blanche f7 · Cavalier noir sur case blanche a6 · Pion noir sur case noire b6 · Pion noir sur case noire f6 · Pion noir sur case blanche g6 · Pion noir sur case noire c5 · Roi noir sur case noire e5 · Cavalier noir sur case blanche h5 · Cavalier blanc sur case noire b4 · Pion noir sur case noire d4 · Pion blanc sur case blanche e4 · Fou noir sur case noire h4 · Pion noir sur case blanche b3 · Roi blanc sur case blanche f3 · Dame blanche sur case noire d2 | Cavalier blanc sur case blanche g8 · Pion blanc sur case blanche b7 · Tour blanche sur case blanche d7 · Pion noir sur case blanche f7 · Cavalier noir sur case blanche a6 · Pion noir sur case noire b6 · Pion noir sur case noire f6 · Pion noir sur case blanche g6 · Pion noir sur case noire c5 · Roi noir sur case noire e5 · Cavalier noir sur case blanche h5 · Cavalier blanc sur case noire b4 · Pion noir sur case noire d4 · Pion blanc sur case blanche e4 · Fou noir sur case noire h4 · Pion noir sur case blanche b3 · Roi blanc sur case blanche f3 · Dame blanche sur case noire d2 | Cavalier blanc sur case blanche g8 · Pion blanc sur case blanche b7 · Tour blanche sur case blanche d7 · Pion noir sur case blanche f7 · Cavalier noir sur case blanche a6 · Pion noir sur case noire b6 · Pion noir sur case noire f6 · Pion noir sur case blanche g6 · Pion noir sur case noire c5 · Roi noir sur case noire e5 · Cavalier noir sur case blanche h5 · Cavalier blanc sur case noire b4 · Pion noir sur case noire d4 · Pion blanc sur case blanche e4 · Fou noir sur case noire h4 · Pion noir sur case blanche b3 · Roi blanc sur case blanche f3 · Dame blanche sur case noire d2 | Cavalier blanc sur case blanche g8 · Pion blanc sur case blanche b7 · Tour blanche sur case blanche d7 · Pion noir sur case blanche f7 · Cavalier noir sur case blanche a6 · Pion noir sur case noire b6 · Pion noir sur case noire f6 · Pion noir sur case blanche g6 · Pion noir sur case noire c5 · Roi noir sur case noire e5 · Cavalier noir sur case blanche h5 · Cavalier blanc sur case noire b4 · Pion noir sur case noire d4 · Pion blanc sur case blanche e4 · Fou noir sur case noire h4 · Pion noir sur case blanche b3 · Roi blanc sur case blanche f3 · Dame blanche sur case noire d2 | Cavalier blanc sur case blanche g8 · Pion blanc sur case blanche b7 · Tour blanche sur case blanche d7 · Pion noir sur case blanche f7 · Cavalier noir sur case blanche a6 · Pion noir sur case noire b6 · Pion noir sur case noire f6 · Pion noir sur case blanche g6 · Pion noir sur case noire c5 · Roi noir sur case noire e5 · Cavalier noir sur case blanche h5 · Cavalier blanc sur case noire b4 · Pion noir sur case noire d4 · Pion blanc sur case blanche e4 · Fou noir sur case noire h4 · Pion noir sur case blanche b3 · Roi blanc sur case blanche f3 · Dame blanche sur case noire d2 | 7 |
| 6 | Cavalier blanc sur case blanche g8 · Pion blanc sur case blanche b7 · Tour blanche sur case blanche d7 · Pion noir sur case blanche f7 · Cavalier noir sur case blanche a6 · Pion noir sur case noire b6 · Pion noir sur case noire f6 · Pion noir sur case blanche g6 · Pion noir sur case noire c5 · Roi noir sur case noire e5 · Cavalier noir sur case blanche h5 · Cavalier blanc sur case noire b4 · Pion noir sur case noire d4 · Pion blanc sur case blanche e4 · Fou noir sur case noire h4 · Pion noir sur case blanche b3 · Roi blanc sur case blanche f3 · Dame blanche sur case noire d2 | Cavalier blanc sur case blanche g8 · Pion blanc sur case blanche b7 · Tour blanche sur case blanche d7 · Pion noir sur case blanche f7 · Cavalier noir sur case blanche a6 · Pion noir sur case noire b6 · Pion noir sur case noire f6 · Pion noir sur case blanche g6 · Pion noir sur case noire c5 · Roi noir sur case noire e5 · Cavalier noir sur case blanche h5 · Cavalier blanc sur case noire b4 · Pion noir sur case noire d4 · Pion blanc sur case blanche e4 · Fou noir sur case noire h4 · Pion noir sur case blanche b3 · Roi blanc sur case blanche f3 · Dame blanche sur case noire d2 | Cavalier blanc sur case blanche g8 · Pion blanc sur case blanche b7 · Tour blanche sur case blanche d7 · Pion noir sur case blanche f7 · Cavalier noir sur case blanche a6 · Pion noir sur case noire b6 · Pion noir sur case noire f6 · Pion noir sur case blanche g6 · Pion noir sur case noire c5 · Roi noir sur case noire e5 · Cavalier noir sur case blanche h5 · Cavalier blanc sur case noire b4 · Pion noir sur case noire d4 · Pion blanc sur case blanche e4 · Fou noir sur case noire h4 · Pion noir sur case blanche b3 · Roi blanc sur case blanche f3 · Dame blanche sur case noire d2 | Cavalier blanc sur case blanche g8 · Pion blanc sur case blanche b7 · Tour blanche sur case blanche d7 · Pion noir sur case blanche f7 · Cavalier noir sur case blanche a6 · Pion noir sur case noire b6 · Pion noir sur case noire f6 · Pion noir sur case blanche g6 · Pion noir sur case noire c5 · Roi noir sur case noire e5 · Cavalier noir sur case blanche h5 · Cavalier blanc sur case noire b4 · Pion noir sur case noire d4 · Pion blanc sur case blanche e4 · Fou noir sur case noire h4 · Pion noir sur case blanche b3 · Roi blanc sur case blanche f3 · Dame blanche sur case noire d2 | Cavalier blanc sur case blanche g8 · Pion blanc sur case blanche b7 · Tour blanche sur case blanche d7 · Pion noir sur case blanche f7 · Cavalier noir sur case blanche a6 · Pion noir sur case noire b6 · Pion noir sur case noire f6 · Pion noir sur case blanche g6 · Pion noir sur case noire c5 · Roi noir sur case noire e5 · Cavalier noir sur case blanche h5 · Cavalier blanc sur case noire b4 · Pion noir sur case noire d4 · Pion blanc sur case blanche e4 · Fou noir sur case noire h4 · Pion noir sur case blanche b3 · Roi blanc sur case blanche f3 · Dame blanche sur case noire d2 | Cavalier blanc sur case blanche g8 · Pion blanc sur case blanche b7 · Tour blanche sur case blanche d7 · Pion noir sur case blanche f7 · Cavalier noir sur case blanche a6 · Pion noir sur case noire b6 · Pion noir sur case noire f6 · Pion noir sur case blanche g6 · Pion noir sur case noire c5 · Roi noir sur case noire e5 · Cavalier noir sur case blanche h5 · Cavalier blanc sur case noire b4 · Pion noir sur case noire d4 · Pion blanc sur case blanche e4 · Fou noir sur case noire h4 · Pion noir sur case blanche b3 · Roi blanc sur case blanche f3 · Dame blanche sur case noire d2 | Cavalier blanc sur case blanche g8 · Pion blanc sur case blanche b7 · Tour blanche sur case blanche d7 · Pion noir sur case blanche f7 · Cavalier noir sur case blanche a6 · Pion noir sur case noire b6 · Pion noir sur case noire f6 · Pion noir sur case blanche g6 · Pion noir sur case noire c5 · Roi noir sur case noire e5 · Cavalier noir sur case blanche h5 · Cavalier blanc sur case noire b4 · Pion noir sur case noire d4 · Pion blanc sur case blanche e4 · Fou noir sur case noire h4 · Pion noir sur case blanche b3 · Roi blanc sur case blanche f3 · Dame blanche sur case noire d2 | Cavalier blanc sur case blanche g8 · Pion blanc sur case blanche b7 · Tour blanche sur case blanche d7 · Pion noir sur case blanche f7 · Cavalier noir sur case blanche a6 · Pion noir sur case noire b6 · Pion noir sur case noire f6 · Pion noir sur case blanche g6 · Pion noir sur case noire c5 · Roi noir sur case noire e5 · Cavalier noir sur case blanche h5 · Cavalier blanc sur case noire b4 · Pion noir sur case noire d4 · Pion blanc sur case blanche e4 · Fou noir sur case noire h4 · Pion noir sur case blanche b3 · Roi blanc sur case blanche f3 · Dame blanche sur case noire d2 | 6 |
| 5 | Cavalier blanc sur case blanche g8 · Pion blanc sur case blanche b7 · Tour blanche sur case blanche d7 · Pion noir sur case blanche f7 · Cavalier noir sur case blanche a6 · Pion noir sur case noire b6 · Pion noir sur case noire f6 · Pion noir sur case blanche g6 · Pion noir sur case noire c5 · Roi noir sur case noire e5 · Cavalier noir sur case blanche h5 · Cavalier blanc sur case noire b4 · Pion noir sur case noire d4 · Pion blanc sur case blanche e4 · Fou noir sur case noire h4 · Pion noir sur case blanche b3 · Roi blanc sur case blanche f3 · Dame blanche sur case noire d2 | Cavalier blanc sur case blanche g8 · Pion blanc sur case blanche b7 · Tour blanche sur case blanche d7 · Pion noir sur case blanche f7 · Cavalier noir sur case blanche a6 · Pion noir sur case noire b6 · Pion noir sur case noire f6 · Pion noir sur case blanche g6 · Pion noir sur case noire c5 · Roi noir sur case noire e5 · Cavalier noir sur case blanche h5 · Cavalier blanc sur case noire b4 · Pion noir sur case noire d4 · Pion blanc sur case blanche e4 · Fou noir sur case noire h4 · Pion noir sur case blanche b3 · Roi blanc sur case blanche f3 · Dame blanche sur case noire d2 | Cavalier blanc sur case blanche g8 · Pion blanc sur case blanche b7 · Tour blanche sur case blanche d7 · Pion noir sur case blanche f7 · Cavalier noir sur case blanche a6 · Pion noir sur case noire b6 · Pion noir sur case noire f6 · Pion noir sur case blanche g6 · Pion noir sur case noire c5 · Roi noir sur case noire e5 · Cavalier noir sur case blanche h5 · Cavalier blanc sur case noire b4 · Pion noir sur case noire d4 · Pion blanc sur case blanche e4 · Fou noir sur case noire h4 · Pion noir sur case blanche b3 · Roi blanc sur case blanche f3 · Dame blanche sur case noire d2 | Cavalier blanc sur case blanche g8 · Pion blanc sur case blanche b7 · Tour blanche sur case blanche d7 · Pion noir sur case blanche f7 · Cavalier noir sur case blanche a6 · Pion noir sur case noire b6 · Pion noir sur case noire f6 · Pion noir sur case blanche g6 · Pion noir sur case noire c5 · Roi noir sur case noire e5 · Cavalier noir sur case blanche h5 · Cavalier blanc sur case noire b4 · Pion noir sur case noire d4 · Pion blanc sur case blanche e4 · Fou noir sur case noire h4 · Pion noir sur case blanche b3 · Roi blanc sur case blanche f3 · Dame blanche sur case noire d2 | Cavalier blanc sur case blanche g8 · Pion blanc sur case blanche b7 · Tour blanche sur case blanche d7 · Pion noir sur case blanche f7 · Cavalier noir sur case blanche a6 · Pion noir sur case noire b6 · Pion noir sur case noire f6 · Pion noir sur case blanche g6 · Pion noir sur case noire c5 · Roi noir sur case noire e5 · Cavalier noir sur case blanche h5 · Cavalier blanc sur case noire b4 · Pion noir sur case noire d4 · Pion blanc sur case blanche e4 · Fou noir sur case noire h4 · Pion noir sur case blanche b3 · Roi blanc sur case blanche f3 · Dame blanche sur case noire d2 | Cavalier blanc sur case blanche g8 · Pion blanc sur case blanche b7 · Tour blanche sur case blanche d7 · Pion noir sur case blanche f7 · Cavalier noir sur case blanche a6 · Pion noir sur case noire b6 · Pion noir sur case noire f6 · Pion noir sur case blanche g6 · Pion noir sur case noire c5 · Roi noir sur case noire e5 · Cavalier noir sur case blanche h5 · Cavalier blanc sur case noire b4 · Pion noir sur case noire d4 · Pion blanc sur case blanche e4 · Fou noir sur case noire h4 · Pion noir sur case blanche b3 · Roi blanc sur case blanche f3 · Dame blanche sur case noire d2 | Cavalier blanc sur case blanche g8 · Pion blanc sur case blanche b7 · Tour blanche sur case blanche d7 · Pion noir sur case blanche f7 · Cavalier noir sur case blanche a6 · Pion noir sur case noire b6 · Pion noir sur case noire f6 · Pion noir sur case blanche g6 · Pion noir sur case noire c5 · Roi noir sur case noire e5 · Cavalier noir sur case blanche h5 · Cavalier blanc sur case noire b4 · Pion noir sur case noire d4 · Pion blanc sur case blanche e4 · Fou noir sur case noire h4 · Pion noir sur case blanche b3 · Roi blanc sur case blanche f3 · Dame blanche sur case noire d2 | Cavalier blanc sur case blanche g8 · Pion blanc sur case blanche b7 · Tour blanche sur case blanche d7 · Pion noir sur case blanche f7 · Cavalier noir sur case blanche a6 · Pion noir sur case noire b6 · Pion noir sur case noire f6 · Pion noir sur case blanche g6 · Pion noir sur case noire c5 · Roi noir sur case noire e5 · Cavalier noir sur case blanche h5 · Cavalier blanc sur case noire b4 · Pion noir sur case noire d4 · Pion blanc sur case blanche e4 · Fou noir sur case noire h4 · Pion noir sur case blanche b3 · Roi blanc sur case blanche f3 · Dame blanche sur case noire d2 | 5 |
| 4 | Cavalier blanc sur case blanche g8 · Pion blanc sur case blanche b7 · Tour blanche sur case blanche d7 · Pion noir sur case blanche f7 · Cavalier noir sur case blanche a6 · Pion noir sur case noire b6 · Pion noir sur case noire f6 · Pion noir sur case blanche g6 · Pion noir sur case noire c5 · Roi noir sur case noire e5 · Cavalier noir sur case blanche h5 · Cavalier blanc sur case noire b4 · Pion noir sur case noire d4 · Pion blanc sur case blanche e4 · Fou noir sur case noire h4 · Pion noir sur case blanche b3 · Roi blanc sur case blanche f3 · Dame blanche sur case noire d2 | Cavalier blanc sur case blanche g8 · Pion blanc sur case blanche b7 · Tour blanche sur case blanche d7 · Pion noir sur case blanche f7 · Cavalier noir sur case blanche a6 · Pion noir sur case noire b6 · Pion noir sur case noire f6 · Pion noir sur case blanche g6 · Pion noir sur case noire c5 · Roi noir sur case noire e5 · Cavalier noir sur case blanche h5 · Cavalier blanc sur case noire b4 · Pion noir sur case noire d4 · Pion blanc sur case blanche e4 · Fou noir sur case noire h4 · Pion noir sur case blanche b3 · Roi blanc sur case blanche f3 · Dame blanche sur case noire d2 | Cavalier blanc sur case blanche g8 · Pion blanc sur case blanche b7 · Tour blanche sur case blanche d7 · Pion noir sur case blanche f7 · Cavalier noir sur case blanche a6 · Pion noir sur case noire b6 · Pion noir sur case noire f6 · Pion noir sur case blanche g6 · Pion noir sur case noire c5 · Roi noir sur case noire e5 · Cavalier noir sur case blanche h5 · Cavalier blanc sur case noire b4 · Pion noir sur case noire d4 · Pion blanc sur case blanche e4 · Fou noir sur case noire h4 · Pion noir sur case blanche b3 · Roi blanc sur case blanche f3 · Dame blanche sur case noire d2 | Cavalier blanc sur case blanche g8 · Pion blanc sur case blanche b7 · Tour blanche sur case blanche d7 · Pion noir sur case blanche f7 · Cavalier noir sur case blanche a6 · Pion noir sur case noire b6 · Pion noir sur case noire f6 · Pion noir sur case blanche g6 · Pion noir sur case noire c5 · Roi noir sur case noire e5 · Cavalier noir sur case blanche h5 · Cavalier blanc sur case noire b4 · Pion noir sur case noire d4 · Pion blanc sur case blanche e4 · Fou noir sur case noire h4 · Pion noir sur case blanche b3 · Roi blanc sur case blanche f3 · Dame blanche sur case noire d2 | Cavalier blanc sur case blanche g8 · Pion blanc sur case blanche b7 · Tour blanche sur case blanche d7 · Pion noir sur case blanche f7 · Cavalier noir sur case blanche a6 · Pion noir sur case noire b6 · Pion noir sur case noire f6 · Pion noir sur case blanche g6 · Pion noir sur case noire c5 · Roi noir sur case noire e5 · Cavalier noir sur case blanche h5 · Cavalier blanc sur case noire b4 · Pion noir sur case noire d4 · Pion blanc sur case blanche e4 · Fou noir sur case noire h4 · Pion noir sur case blanche b3 · Roi blanc sur case blanche f3 · Dame blanche sur case noire d2 | Cavalier blanc sur case blanche g8 · Pion blanc sur case blanche b7 · Tour blanche sur case blanche d7 · Pion noir sur case blanche f7 · Cavalier noir sur case blanche a6 · Pion noir sur case noire b6 · Pion noir sur case noire f6 · Pion noir sur case blanche g6 · Pion noir sur case noire c5 · Roi noir sur case noire e5 · Cavalier noir sur case blanche h5 · Cavalier blanc sur case noire b4 · Pion noir sur case noire d4 · Pion blanc sur case blanche e4 · Fou noir sur case noire h4 · Pion noir sur case blanche b3 · Roi blanc sur case blanche f3 · Dame blanche sur case noire d2 | Cavalier blanc sur case blanche g8 · Pion blanc sur case blanche b7 · Tour blanche sur case blanche d7 · Pion noir sur case blanche f7 · Cavalier noir sur case blanche a6 · Pion noir sur case noire b6 · Pion noir sur case noire f6 · Pion noir sur case blanche g6 · Pion noir sur case noire c5 · Roi noir sur case noire e5 · Cavalier noir sur case blanche h5 · Cavalier blanc sur case noire b4 · Pion noir sur case noire d4 · Pion blanc sur case blanche e4 · Fou noir sur case noire h4 · Pion noir sur case blanche b3 · Roi blanc sur case blanche f3 · Dame blanche sur case noire d2 | Cavalier blanc sur case blanche g8 · Pion blanc sur case blanche b7 · Tour blanche sur case blanche d7 · Pion noir sur case blanche f7 · Cavalier noir sur case blanche a6 · Pion noir sur case noire b6 · Pion noir sur case noire f6 · Pion noir sur case blanche g6 · Pion noir sur case noire c5 · Roi noir sur case noire e5 · Cavalier noir sur case blanche h5 · Cavalier blanc sur case noire b4 · Pion noir sur case noire d4 · Pion blanc sur case blanche e4 · Fou noir sur case noire h4 · Pion noir sur case blanche b3 · Roi blanc sur case blanche f3 · Dame blanche sur case noire d2 | 4 |
| 3 | Cavalier blanc sur case blanche g8 · Pion blanc sur case blanche b7 · Tour blanche sur case blanche d7 · Pion noir sur case blanche f7 · Cavalier noir sur case blanche a6 · Pion noir sur case noire b6 · Pion noir sur case noire f6 · Pion noir sur case blanche g6 · Pion noir sur case noire c5 · Roi noir sur case noire e5 · Cavalier noir sur case blanche h5 · Cavalier blanc sur case noire b4 · Pion noir sur case noire d4 · Pion blanc sur case blanche e4 · Fou noir sur case noire h4 · Pion noir sur case blanche b3 · Roi blanc sur case blanche f3 · Dame blanche sur case noire d2 | Cavalier blanc sur case blanche g8 · Pion blanc sur case blanche b7 · Tour blanche sur case blanche d7 · Pion noir sur case blanche f7 · Cavalier noir sur case blanche a6 · Pion noir sur case noire b6 · Pion noir sur case noire f6 · Pion noir sur case blanche g6 · Pion noir sur case noire c5 · Roi noir sur case noire e5 · Cavalier noir sur case blanche h5 · Cavalier blanc sur case noire b4 · Pion noir sur case noire d4 · Pion blanc sur case blanche e4 · Fou noir sur case noire h4 · Pion noir sur case blanche b3 · Roi blanc sur case blanche f3 · Dame blanche sur case noire d2 | Cavalier blanc sur case blanche g8 · Pion blanc sur case blanche b7 · Tour blanche sur case blanche d7 · Pion noir sur case blanche f7 · Cavalier noir sur case blanche a6 · Pion noir sur case noire b6 · Pion noir sur case noire f6 · Pion noir sur case blanche g6 · Pion noir sur case noire c5 · Roi noir sur case noire e5 · Cavalier noir sur case blanche h5 · Cavalier blanc sur case noire b4 · Pion noir sur case noire d4 · Pion blanc sur case blanche e4 · Fou noir sur case noire h4 · Pion noir sur case blanche b3 · Roi blanc sur case blanche f3 · Dame blanche sur case noire d2 | Cavalier blanc sur case blanche g8 · Pion blanc sur case blanche b7 · Tour blanche sur case blanche d7 · Pion noir sur case blanche f7 · Cavalier noir sur case blanche a6 · Pion noir sur case noire b6 · Pion noir sur case noire f6 · Pion noir sur case blanche g6 · Pion noir sur case noire c5 · Roi noir sur case noire e5 · Cavalier noir sur case blanche h5 · Cavalier blanc sur case noire b4 · Pion noir sur case noire d4 · Pion blanc sur case blanche e4 · Fou noir sur case noire h4 · Pion noir sur case blanche b3 · Roi blanc sur case blanche f3 · Dame blanche sur case noire d2 | Cavalier blanc sur case blanche g8 · Pion blanc sur case blanche b7 · Tour blanche sur case blanche d7 · Pion noir sur case blanche f7 · Cavalier noir sur case blanche a6 · Pion noir sur case noire b6 · Pion noir sur case noire f6 · Pion noir sur case blanche g6 · Pion noir sur case noire c5 · Roi noir sur case noire e5 · Cavalier noir sur case blanche h5 · Cavalier blanc sur case noire b4 · Pion noir sur case noire d4 · Pion blanc sur case blanche e4 · Fou noir sur case noire h4 · Pion noir sur case blanche b3 · Roi blanc sur case blanche f3 · Dame blanche sur case noire d2 | Cavalier blanc sur case blanche g8 · Pion blanc sur case blanche b7 · Tour blanche sur case blanche d7 · Pion noir sur case blanche f7 · Cavalier noir sur case blanche a6 · Pion noir sur case noire b6 · Pion noir sur case noire f6 · Pion noir sur case blanche g6 · Pion noir sur case noire c5 · Roi noir sur case noire e5 · Cavalier noir sur case blanche h5 · Cavalier blanc sur case noire b4 · Pion noir sur case noire d4 · Pion blanc sur case blanche e4 · Fou noir sur case noire h4 · Pion noir sur case blanche b3 · Roi blanc sur case blanche f3 · Dame blanche sur case noire d2 | Cavalier blanc sur case blanche g8 · Pion blanc sur case blanche b7 · Tour blanche sur case blanche d7 · Pion noir sur case blanche f7 · Cavalier noir sur case blanche a6 · Pion noir sur case noire b6 · Pion noir sur case noire f6 · Pion noir sur case blanche g6 · Pion noir sur case noire c5 · Roi noir sur case noire e5 · Cavalier noir sur case blanche h5 · Cavalier blanc sur case noire b4 · Pion noir sur case noire d4 · Pion blanc sur case blanche e4 · Fou noir sur case noire h4 · Pion noir sur case blanche b3 · Roi blanc sur case blanche f3 · Dame blanche sur case noire d2 | Cavalier blanc sur case blanche g8 · Pion blanc sur case blanche b7 · Tour blanche sur case blanche d7 · Pion noir sur case blanche f7 · Cavalier noir sur case blanche a6 · Pion noir sur case noire b6 · Pion noir sur case noire f6 · Pion noir sur case blanche g6 · Pion noir sur case noire c5 · Roi noir sur case noire e5 · Cavalier noir sur case blanche h5 · Cavalier blanc sur case noire b4 · Pion noir sur case noire d4 · Pion blanc sur case blanche e4 · Fou noir sur case noire h4 · Pion noir sur case blanche b3 · Roi blanc sur case blanche f3 · Dame blanche sur case noire d2 | 3 |
| 2 | Cavalier blanc sur case blanche g8 · Pion blanc sur case blanche b7 · Tour blanche sur case blanche d7 · Pion noir sur case blanche f7 · Cavalier noir sur case blanche a6 · Pion noir sur case noire b6 · Pion noir sur case noire f6 · Pion noir sur case blanche g6 · Pion noir sur case noire c5 · Roi noir sur case noire e5 · Cavalier noir sur case blanche h5 · Cavalier blanc sur case noire b4 · Pion noir sur case noire d4 · Pion blanc sur case blanche e4 · Fou noir sur case noire h4 · Pion noir sur case blanche b3 · Roi blanc sur case blanche f3 · Dame blanche sur case noire d2 | Cavalier blanc sur case blanche g8 · Pion blanc sur case blanche b7 · Tour blanche sur case blanche d7 · Pion noir sur case blanche f7 · Cavalier noir sur case blanche a6 · Pion noir sur case noire b6 · Pion noir sur case noire f6 · Pion noir sur case blanche g6 · Pion noir sur case noire c5 · Roi noir sur case noire e5 · Cavalier noir sur case blanche h5 · Cavalier blanc sur case noire b4 · Pion noir sur case noire d4 · Pion blanc sur case blanche e4 · Fou noir sur case noire h4 · Pion noir sur case blanche b3 · Roi blanc sur case blanche f3 · Dame blanche sur case noire d2 | Cavalier blanc sur case blanche g8 · Pion blanc sur case blanche b7 · Tour blanche sur case blanche d7 · Pion noir sur case blanche f7 · Cavalier noir sur case blanche a6 · Pion noir sur case noire b6 · Pion noir sur case noire f6 · Pion noir sur case blanche g6 · Pion noir sur case noire c5 · Roi noir sur case noire e5 · Cavalier noir sur case blanche h5 · Cavalier blanc sur case noire b4 · Pion noir sur case noire d4 · Pion blanc sur case blanche e4 · Fou noir sur case noire h4 · Pion noir sur case blanche b3 · Roi blanc sur case blanche f3 · Dame blanche sur case noire d2 | Cavalier blanc sur case blanche g8 · Pion blanc sur case blanche b7 · Tour blanche sur case blanche d7 · Pion noir sur case blanche f7 · Cavalier noir sur case blanche a6 · Pion noir sur case noire b6 · Pion noir sur case noire f6 · Pion noir sur case blanche g6 · Pion noir sur case noire c5 · Roi noir sur case noire e5 · Cavalier noir sur case blanche h5 · Cavalier blanc sur case noire b4 · Pion noir sur case noire d4 · Pion blanc sur case blanche e4 · Fou noir sur case noire h4 · Pion noir sur case blanche b3 · Roi blanc sur case blanche f3 · Dame blanche sur case noire d2 | Cavalier blanc sur case blanche g8 · Pion blanc sur case blanche b7 · Tour blanche sur case blanche d7 · Pion noir sur case blanche f7 · Cavalier noir sur case blanche a6 · Pion noir sur case noire b6 · Pion noir sur case noire f6 · Pion noir sur case blanche g6 · Pion noir sur case noire c5 · Roi noir sur case noire e5 · Cavalier noir sur case blanche h5 · Cavalier blanc sur case noire b4 · Pion noir sur case noire d4 · Pion blanc sur case blanche e4 · Fou noir sur case noire h4 · Pion noir sur case blanche b3 · Roi blanc sur case blanche f3 · Dame blanche sur case noire d2 | Cavalier blanc sur case blanche g8 · Pion blanc sur case blanche b7 · Tour blanche sur case blanche d7 · Pion noir sur case blanche f7 · Cavalier noir sur case blanche a6 · Pion noir sur case noire b6 · Pion noir sur case noire f6 · Pion noir sur case blanche g6 · Pion noir sur case noire c5 · Roi noir sur case noire e5 · Cavalier noir sur case blanche h5 · Cavalier blanc sur case noire b4 · Pion noir sur case noire d4 · Pion blanc sur case blanche e4 · Fou noir sur case noire h4 · Pion noir sur case blanche b3 · Roi blanc sur case blanche f3 · Dame blanche sur case noire d2 | Cavalier blanc sur case blanche g8 · Pion blanc sur case blanche b7 · Tour blanche sur case blanche d7 · Pion noir sur case blanche f7 · Cavalier noir sur case blanche a6 · Pion noir sur case noire b6 · Pion noir sur case noire f6 · Pion noir sur case blanche g6 · Pion noir sur case noire c5 · Roi noir sur case noire e5 · Cavalier noir sur case blanche h5 · Cavalier blanc sur case noire b4 · Pion noir sur case noire d4 · Pion blanc sur case blanche e4 · Fou noir sur case noire h4 · Pion noir sur case blanche b3 · Roi blanc sur case blanche f3 · Dame blanche sur case noire d2 | Cavalier blanc sur case blanche g8 · Pion blanc sur case blanche b7 · Tour blanche sur case blanche d7 · Pion noir sur case blanche f7 · Cavalier noir sur case blanche a6 · Pion noir sur case noire b6 · Pion noir sur case noire f6 · Pion noir sur case blanche g6 · Pion noir sur case noire c5 · Roi noir sur case noire e5 · Cavalier noir sur case blanche h5 · Cavalier blanc sur case noire b4 · Pion noir sur case noire d4 · Pion blanc sur case blanche e4 · Fou noir sur case noire h4 · Pion noir sur case blanche b3 · Roi blanc sur case blanche f3 · Dame blanche sur case noire d2 | 2 |
| 1 | Cavalier blanc sur case blanche g8 · Pion blanc sur case blanche b7 · Tour blanche sur case blanche d7 · Pion noir sur case blanche f7 · Cavalier noir sur case blanche a6 · Pion noir sur case noire b6 · Pion noir sur case noire f6 · Pion noir sur case blanche g6 · Pion noir sur case noire c5 · Roi noir sur case noire e5 · Cavalier noir sur case blanche h5 · Cavalier blanc sur case noire b4 · Pion noir sur case noire d4 · Pion blanc sur case blanche e4 · Fou noir sur case noire h4 · Pion noir sur case blanche b3 · Roi blanc sur case blanche f3 · Dame blanche sur case noire d2 | Cavalier blanc sur case blanche g8 · Pion blanc sur case blanche b7 · Tour blanche sur case blanche d7 · Pion noir sur case blanche f7 · Cavalier noir sur case blanche a6 · Pion noir sur case noire b6 · Pion noir sur case noire f6 · Pion noir sur case blanche g6 · Pion noir sur case noire c5 · Roi noir sur case noire e5 · Cavalier noir sur case blanche h5 · Cavalier blanc sur case noire b4 · Pion noir sur case noire d4 · Pion blanc sur case blanche e4 · Fou noir sur case noire h4 · Pion noir sur case blanche b3 · Roi blanc sur case blanche f3 · Dame blanche sur case noire d2 | Cavalier blanc sur case blanche g8 · Pion blanc sur case blanche b7 · Tour blanche sur case blanche d7 · Pion noir sur case blanche f7 · Cavalier noir sur case blanche a6 · Pion noir sur case noire b6 · Pion noir sur case noire f6 · Pion noir sur case blanche g6 · Pion noir sur case noire c5 · Roi noir sur case noire e5 · Cavalier noir sur case blanche h5 · Cavalier blanc sur case noire b4 · Pion noir sur case noire d4 · Pion blanc sur case blanche e4 · Fou noir sur case noire h4 · Pion noir sur case blanche b3 · Roi blanc sur case blanche f3 · Dame blanche sur case noire d2 | Cavalier blanc sur case blanche g8 · Pion blanc sur case blanche b7 · Tour blanche sur case blanche d7 · Pion noir sur case blanche f7 · Cavalier noir sur case blanche a6 · Pion noir sur case noire b6 · Pion noir sur case noire f6 · Pion noir sur case blanche g6 · Pion noir sur case noire c5 · Roi noir sur case noire e5 · Cavalier noir sur case blanche h5 · Cavalier blanc sur case noire b4 · Pion noir sur case noire d4 · Pion blanc sur case blanche e4 · Fou noir sur case noire h4 · Pion noir sur case blanche b3 · Roi blanc sur case blanche f3 · Dame blanche sur case noire d2 | Cavalier blanc sur case blanche g8 · Pion blanc sur case blanche b7 · Tour blanche sur case blanche d7 · Pion noir sur case blanche f7 · Cavalier noir sur case blanche a6 · Pion noir sur case noire b6 · Pion noir sur case noire f6 · Pion noir sur case blanche g6 · Pion noir sur case noire c5 · Roi noir sur case noire e5 · Cavalier noir sur case blanche h5 · Cavalier blanc sur case noire b4 · Pion noir sur case noire d4 · Pion blanc sur case blanche e4 · Fou noir sur case noire h4 · Pion noir sur case blanche b3 · Roi blanc sur case blanche f3 · Dame blanche sur case noire d2 | Cavalier blanc sur case blanche g8 · Pion blanc sur case blanche b7 · Tour blanche sur case blanche d7 · Pion noir sur case blanche f7 · Cavalier noir sur case blanche a6 · Pion noir sur case noire b6 · Pion noir sur case noire f6 · Pion noir sur case blanche g6 · Pion noir sur case noire c5 · Roi noir sur case noire e5 · Cavalier noir sur case blanche h5 · Cavalier blanc sur case noire b4 · Pion noir sur case noire d4 · Pion blanc sur case blanche e4 · Fou noir sur case noire h4 · Pion noir sur case blanche b3 · Roi blanc sur case blanche f3 · Dame blanche sur case noire d2 | Cavalier blanc sur case blanche g8 · Pion blanc sur case blanche b7 · Tour blanche sur case blanche d7 · Pion noir sur case blanche f7 · Cavalier noir sur case blanche a6 · Pion noir sur case noire b6 · Pion noir sur case noire f6 · Pion noir sur case blanche g6 · Pion noir sur case noire c5 · Roi noir sur case noire e5 · Cavalier noir sur case blanche h5 · Cavalier blanc sur case noire b4 · Pion noir sur case noire d4 · Pion blanc sur case blanche e4 · Fou noir sur case noire h4 · Pion noir sur case blanche b3 · Roi blanc sur case blanche f3 · Dame blanche sur case noire d2 | Cavalier blanc sur case blanche g8 · Pion blanc sur case blanche b7 · Tour blanche sur case blanche d7 · Pion noir sur case blanche f7 · Cavalier noir sur case blanche a6 · Pion noir sur case noire b6 · Pion noir sur case noire f6 · Pion noir sur case blanche g6 · Pion noir sur case noire c5 · Roi noir sur case noire e5 · Cavalier noir sur case blanche h5 · Cavalier blanc sur case noire b4 · Pion noir sur case noire d4 · Pion blanc sur case blanche e4 · Fou noir sur case noire h4 · Pion noir sur case blanche b3 · Roi blanc sur case blanche f3 · Dame blanche sur case noire d2 | 1 |
|   | a | b | c | d | e | f | g | h |   |

|   | a | b | c | d | e | f | g | h |   |
| 8 | Fou noir sur case blanche b7 · Tour noire sur case blanche c6 · Pion noir sur case noire d6 · Pion noir sur case blanche e6 · Pion noir sur case blanche d5 · Dame blanche sur case noire g5 · Pion noir sur case blanche h5 · Fou noir sur case noire b4 · Pion noir sur case blanche e4 · Pion noir sur case noire g3 · Tour blanche sur case noire b2 · Pion blanc sur case noire f2 · Pion blanc sur case blanche g2 · Tour blanche sur case blanche b1 · Fou blanc sur case noire c1 · Cavalier blanc sur case noire e1 · Roi noir sur case blanche f1 · Cavalier blanc sur case noire g1 · Roi blanc sur case blanche h1 | Fou noir sur case blanche b7 · Tour noire sur case blanche c6 · Pion noir sur case noire d6 · Pion noir sur case blanche e6 · Pion noir sur case blanche d5 · Dame blanche sur case noire g5 · Pion noir sur case blanche h5 · Fou noir sur case noire b4 · Pion noir sur case blanche e4 · Pion noir sur case noire g3 · Tour blanche sur case noire b2 · Pion blanc sur case noire f2 · Pion blanc sur case blanche g2 · Tour blanche sur case blanche b1 · Fou blanc sur case noire c1 · Cavalier blanc sur case noire e1 · Roi noir sur case blanche f1 · Cavalier blanc sur case noire g1 · Roi blanc sur case blanche h1 | Fou noir sur case blanche b7 · Tour noire sur case blanche c6 · Pion noir sur case noire d6 · Pion noir sur case blanche e6 · Pion noir sur case blanche d5 · Dame blanche sur case noire g5 · Pion noir sur case blanche h5 · Fou noir sur case noire b4 · Pion noir sur case blanche e4 · Pion noir sur case noire g3 · Tour blanche sur case noire b2 · Pion blanc sur case noire f2 · Pion blanc sur case blanche g2 · Tour blanche sur case blanche b1 · Fou blanc sur case noire c1 · Cavalier blanc sur case noire e1 · Roi noir sur case blanche f1 · Cavalier blanc sur case noire g1 · Roi blanc sur case blanche h1 | Fou noir sur case blanche b7 · Tour noire sur case blanche c6 · Pion noir sur case noire d6 · Pion noir sur case blanche e6 · Pion noir sur case blanche d5 · Dame blanche sur case noire g5 · Pion noir sur case blanche h5 · Fou noir sur case noire b4 · Pion noir sur case blanche e4 · Pion noir sur case noire g3 · Tour blanche sur case noire b2 · Pion blanc sur case noire f2 · Pion blanc sur case blanche g2 · Tour blanche sur case blanche b1 · Fou blanc sur case noire c1 · Cavalier blanc sur case noire e1 · Roi noir sur case blanche f1 · Cavalier blanc sur case noire g1 · Roi blanc sur case blanche h1 | Fou noir sur case blanche b7 · Tour noire sur case blanche c6 · Pion noir sur case noire d6 · Pion noir sur case blanche e6 · Pion noir sur case blanche d5 · Dame blanche sur case noire g5 · Pion noir sur case blanche h5 · Fou noir sur case noire b4 · Pion noir sur case blanche e4 · Pion noir sur case noire g3 · Tour blanche sur case noire b2 · Pion blanc sur case noire f2 · Pion blanc sur case blanche g2 · Tour blanche sur case blanche b1 · Fou blanc sur case noire c1 · Cavalier blanc sur case noire e1 · Roi noir sur case blanche f1 · Cavalier blanc sur case noire g1 · Roi blanc sur case blanche h1 | Fou noir sur case blanche b7 · Tour noire sur case blanche c6 · Pion noir sur case noire d6 · Pion noir sur case blanche e6 · Pion noir sur case blanche d5 · Dame blanche sur case noire g5 · Pion noir sur case blanche h5 · Fou noir sur case noire b4 · Pion noir sur case blanche e4 · Pion noir sur case noire g3 · Tour blanche sur case noire b2 · Pion blanc sur case noire f2 · Pion blanc sur case blanche g2 · Tour blanche sur case blanche b1 · Fou blanc sur case noire c1 · Cavalier blanc sur case noire e1 · Roi noir sur case blanche f1 · Cavalier blanc sur case noire g1 · Roi blanc sur case blanche h1 | Fou noir sur case blanche b7 · Tour noire sur case blanche c6 · Pion noir sur case noire d6 · Pion noir sur case blanche e6 · Pion noir sur case blanche d5 · Dame blanche sur case noire g5 · Pion noir sur case blanche h5 · Fou noir sur case noire b4 · Pion noir sur case blanche e4 · Pion noir sur case noire g3 · Tour blanche sur case noire b2 · Pion blanc sur case noire f2 · Pion blanc sur case blanche g2 · Tour blanche sur case blanche b1 · Fou blanc sur case noire c1 · Cavalier blanc sur case noire e1 · Roi noir sur case blanche f1 · Cavalier blanc sur case noire g1 · Roi blanc sur case blanche h1 | Fou noir sur case blanche b7 · Tour noire sur case blanche c6 · Pion noir sur case noire d6 · Pion noir sur case blanche e6 · Pion noir sur case blanche d5 · Dame blanche sur case noire g5 · Pion noir sur case blanche h5 · Fou noir sur case noire b4 · Pion noir sur case blanche e4 · Pion noir sur case noire g3 · Tour blanche sur case noire b2 · Pion blanc sur case noire f2 · Pion blanc sur case blanche g2 · Tour blanche sur case blanche b1 · Fou blanc sur case noire c1 · Cavalier blanc sur case noire e1 · Roi noir sur case blanche f1 · Cavalier blanc sur case noire g1 · Roi blanc sur case blanche h1 | 8 |
| 7 | Fou noir sur case blanche b7 · Tour noire sur case blanche c6 · Pion noir sur case noire d6 · Pion noir sur case blanche e6 · Pion noir sur case blanche d5 · Dame blanche sur case noire g5 · Pion noir sur case blanche h5 · Fou noir sur case noire b4 · Pion noir sur case blanche e4 · Pion noir sur case noire g3 · Tour blanche sur case noire b2 · Pion blanc sur case noire f2 · Pion blanc sur case blanche g2 · Tour blanche sur case blanche b1 · Fou blanc sur case noire c1 · Cavalier blanc sur case noire e1 · Roi noir sur case blanche f1 · Cavalier blanc sur case noire g1 · Roi blanc sur case blanche h1 | Fou noir sur case blanche b7 · Tour noire sur case blanche c6 · Pion noir sur case noire d6 · Pion noir sur case blanche e6 · Pion noir sur case blanche d5 · Dame blanche sur case noire g5 · Pion noir sur case blanche h5 · Fou noir sur case noire b4 · Pion noir sur case blanche e4 · Pion noir sur case noire g3 · Tour blanche sur case noire b2 · Pion blanc sur case noire f2 · Pion blanc sur case blanche g2 · Tour blanche sur case blanche b1 · Fou blanc sur case noire c1 · Cavalier blanc sur case noire e1 · Roi noir sur case blanche f1 · Cavalier blanc sur case noire g1 · Roi blanc sur case blanche h1 | Fou noir sur case blanche b7 · Tour noire sur case blanche c6 · Pion noir sur case noire d6 · Pion noir sur case blanche e6 · Pion noir sur case blanche d5 · Dame blanche sur case noire g5 · Pion noir sur case blanche h5 · Fou noir sur case noire b4 · Pion noir sur case blanche e4 · Pion noir sur case noire g3 · Tour blanche sur case noire b2 · Pion blanc sur case noire f2 · Pion blanc sur case blanche g2 · Tour blanche sur case blanche b1 · Fou blanc sur case noire c1 · Cavalier blanc sur case noire e1 · Roi noir sur case blanche f1 · Cavalier blanc sur case noire g1 · Roi blanc sur case blanche h1 | Fou noir sur case blanche b7 · Tour noire sur case blanche c6 · Pion noir sur case noire d6 · Pion noir sur case blanche e6 · Pion noir sur case blanche d5 · Dame blanche sur case noire g5 · Pion noir sur case blanche h5 · Fou noir sur case noire b4 · Pion noir sur case blanche e4 · Pion noir sur case noire g3 · Tour blanche sur case noire b2 · Pion blanc sur case noire f2 · Pion blanc sur case blanche g2 · Tour blanche sur case blanche b1 · Fou blanc sur case noire c1 · Cavalier blanc sur case noire e1 · Roi noir sur case blanche f1 · Cavalier blanc sur case noire g1 · Roi blanc sur case blanche h1 | Fou noir sur case blanche b7 · Tour noire sur case blanche c6 · Pion noir sur case noire d6 · Pion noir sur case blanche e6 · Pion noir sur case blanche d5 · Dame blanche sur case noire g5 · Pion noir sur case blanche h5 · Fou noir sur case noire b4 · Pion noir sur case blanche e4 · Pion noir sur case noire g3 · Tour blanche sur case noire b2 · Pion blanc sur case noire f2 · Pion blanc sur case blanche g2 · Tour blanche sur case blanche b1 · Fou blanc sur case noire c1 · Cavalier blanc sur case noire e1 · Roi noir sur case blanche f1 · Cavalier blanc sur case noire g1 · Roi blanc sur case blanche h1 | Fou noir sur case blanche b7 · Tour noire sur case blanche c6 · Pion noir sur case noire d6 · Pion noir sur case blanche e6 · Pion noir sur case blanche d5 · Dame blanche sur case noire g5 · Pion noir sur case blanche h5 · Fou noir sur case noire b4 · Pion noir sur case blanche e4 · Pion noir sur case noire g3 · Tour blanche sur case noire b2 · Pion blanc sur case noire f2 · Pion blanc sur case blanche g2 · Tour blanche sur case blanche b1 · Fou blanc sur case noire c1 · Cavalier blanc sur case noire e1 · Roi noir sur case blanche f1 · Cavalier blanc sur case noire g1 · Roi blanc sur case blanche h1 | Fou noir sur case blanche b7 · Tour noire sur case blanche c6 · Pion noir sur case noire d6 · Pion noir sur case blanche e6 · Pion noir sur case blanche d5 · Dame blanche sur case noire g5 · Pion noir sur case blanche h5 · Fou noir sur case noire b4 · Pion noir sur case blanche e4 · Pion noir sur case noire g3 · Tour blanche sur case noire b2 · Pion blanc sur case noire f2 · Pion blanc sur case blanche g2 · Tour blanche sur case blanche b1 · Fou blanc sur case noire c1 · Cavalier blanc sur case noire e1 · Roi noir sur case blanche f1 · Cavalier blanc sur case noire g1 · Roi blanc sur case blanche h1 | Fou noir sur case blanche b7 · Tour noire sur case blanche c6 · Pion noir sur case noire d6 · Pion noir sur case blanche e6 · Pion noir sur case blanche d5 · Dame blanche sur case noire g5 · Pion noir sur case blanche h5 · Fou noir sur case noire b4 · Pion noir sur case blanche e4 · Pion noir sur case noire g3 · Tour blanche sur case noire b2 · Pion blanc sur case noire f2 · Pion blanc sur case blanche g2 · Tour blanche sur case blanche b1 · Fou blanc sur case noire c1 · Cavalier blanc sur case noire e1 · Roi noir sur case blanche f1 · Cavalier blanc sur case noire g1 · Roi blanc sur case blanche h1 | 7 |
| 6 | Fou noir sur case blanche b7 · Tour noire sur case blanche c6 · Pion noir sur case noire d6 · Pion noir sur case blanche e6 · Pion noir sur case blanche d5 · Dame blanche sur case noire g5 · Pion noir sur case blanche h5 · Fou noir sur case noire b4 · Pion noir sur case blanche e4 · Pion noir sur case noire g3 · Tour blanche sur case noire b2 · Pion blanc sur case noire f2 · Pion blanc sur case blanche g2 · Tour blanche sur case blanche b1 · Fou blanc sur case noire c1 · Cavalier blanc sur case noire e1 · Roi noir sur case blanche f1 · Cavalier blanc sur case noire g1 · Roi blanc sur case blanche h1 | Fou noir sur case blanche b7 · Tour noire sur case blanche c6 · Pion noir sur case noire d6 · Pion noir sur case blanche e6 · Pion noir sur case blanche d5 · Dame blanche sur case noire g5 · Pion noir sur case blanche h5 · Fou noir sur case noire b4 · Pion noir sur case blanche e4 · Pion noir sur case noire g3 · Tour blanche sur case noire b2 · Pion blanc sur case noire f2 · Pion blanc sur case blanche g2 · Tour blanche sur case blanche b1 · Fou blanc sur case noire c1 · Cavalier blanc sur case noire e1 · Roi noir sur case blanche f1 · Cavalier blanc sur case noire g1 · Roi blanc sur case blanche h1 | Fou noir sur case blanche b7 · Tour noire sur case blanche c6 · Pion noir sur case noire d6 · Pion noir sur case blanche e6 · Pion noir sur case blanche d5 · Dame blanche sur case noire g5 · Pion noir sur case blanche h5 · Fou noir sur case noire b4 · Pion noir sur case blanche e4 · Pion noir sur case noire g3 · Tour blanche sur case noire b2 · Pion blanc sur case noire f2 · Pion blanc sur case blanche g2 · Tour blanche sur case blanche b1 · Fou blanc sur case noire c1 · Cavalier blanc sur case noire e1 · Roi noir sur case blanche f1 · Cavalier blanc sur case noire g1 · Roi blanc sur case blanche h1 | Fou noir sur case blanche b7 · Tour noire sur case blanche c6 · Pion noir sur case noire d6 · Pion noir sur case blanche e6 · Pion noir sur case blanche d5 · Dame blanche sur case noire g5 · Pion noir sur case blanche h5 · Fou noir sur case noire b4 · Pion noir sur case blanche e4 · Pion noir sur case noire g3 · Tour blanche sur case noire b2 · Pion blanc sur case noire f2 · Pion blanc sur case blanche g2 · Tour blanche sur case blanche b1 · Fou blanc sur case noire c1 · Cavalier blanc sur case noire e1 · Roi noir sur case blanche f1 · Cavalier blanc sur case noire g1 · Roi blanc sur case blanche h1 | Fou noir sur case blanche b7 · Tour noire sur case blanche c6 · Pion noir sur case noire d6 · Pion noir sur case blanche e6 · Pion noir sur case blanche d5 · Dame blanche sur case noire g5 · Pion noir sur case blanche h5 · Fou noir sur case noire b4 · Pion noir sur case blanche e4 · Pion noir sur case noire g3 · Tour blanche sur case noire b2 · Pion blanc sur case noire f2 · Pion blanc sur case blanche g2 · Tour blanche sur case blanche b1 · Fou blanc sur case noire c1 · Cavalier blanc sur case noire e1 · Roi noir sur case blanche f1 · Cavalier blanc sur case noire g1 · Roi blanc sur case blanche h1 | Fou noir sur case blanche b7 · Tour noire sur case blanche c6 · Pion noir sur case noire d6 · Pion noir sur case blanche e6 · Pion noir sur case blanche d5 · Dame blanche sur case noire g5 · Pion noir sur case blanche h5 · Fou noir sur case noire b4 · Pion noir sur case blanche e4 · Pion noir sur case noire g3 · Tour blanche sur case noire b2 · Pion blanc sur case noire f2 · Pion blanc sur case blanche g2 · Tour blanche sur case blanche b1 · Fou blanc sur case noire c1 · Cavalier blanc sur case noire e1 · Roi noir sur case blanche f1 · Cavalier blanc sur case noire g1 · Roi blanc sur case blanche h1 | Fou noir sur case blanche b7 · Tour noire sur case blanche c6 · Pion noir sur case noire d6 · Pion noir sur case blanche e6 · Pion noir sur case blanche d5 · Dame blanche sur case noire g5 · Pion noir sur case blanche h5 · Fou noir sur case noire b4 · Pion noir sur case blanche e4 · Pion noir sur case noire g3 · Tour blanche sur case noire b2 · Pion blanc sur case noire f2 · Pion blanc sur case blanche g2 · Tour blanche sur case blanche b1 · Fou blanc sur case noire c1 · Cavalier blanc sur case noire e1 · Roi noir sur case blanche f1 · Cavalier blanc sur case noire g1 · Roi blanc sur case blanche h1 | Fou noir sur case blanche b7 · Tour noire sur case blanche c6 · Pion noir sur case noire d6 · Pion noir sur case blanche e6 · Pion noir sur case blanche d5 · Dame blanche sur case noire g5 · Pion noir sur case blanche h5 · Fou noir sur case noire b4 · Pion noir sur case blanche e4 · Pion noir sur case noire g3 · Tour blanche sur case noire b2 · Pion blanc sur case noire f2 · Pion blanc sur case blanche g2 · Tour blanche sur case blanche b1 · Fou blanc sur case noire c1 · Cavalier blanc sur case noire e1 · Roi noir sur case blanche f1 · Cavalier blanc sur case noire g1 · Roi blanc sur case blanche h1 | 6 |
| 5 | Fou noir sur case blanche b7 · Tour noire sur case blanche c6 · Pion noir sur case noire d6 · Pion noir sur case blanche e6 · Pion noir sur case blanche d5 · Dame blanche sur case noire g5 · Pion noir sur case blanche h5 · Fou noir sur case noire b4 · Pion noir sur case blanche e4 · Pion noir sur case noire g3 · Tour blanche sur case noire b2 · Pion blanc sur case noire f2 · Pion blanc sur case blanche g2 · Tour blanche sur case blanche b1 · Fou blanc sur case noire c1 · Cavalier blanc sur case noire e1 · Roi noir sur case blanche f1 · Cavalier blanc sur case noire g1 · Roi blanc sur case blanche h1 | Fou noir sur case blanche b7 · Tour noire sur case blanche c6 · Pion noir sur case noire d6 · Pion noir sur case blanche e6 · Pion noir sur case blanche d5 · Dame blanche sur case noire g5 · Pion noir sur case blanche h5 · Fou noir sur case noire b4 · Pion noir sur case blanche e4 · Pion noir sur case noire g3 · Tour blanche sur case noire b2 · Pion blanc sur case noire f2 · Pion blanc sur case blanche g2 · Tour blanche sur case blanche b1 · Fou blanc sur case noire c1 · Cavalier blanc sur case noire e1 · Roi noir sur case blanche f1 · Cavalier blanc sur case noire g1 · Roi blanc sur case blanche h1 | Fou noir sur case blanche b7 · Tour noire sur case blanche c6 · Pion noir sur case noire d6 · Pion noir sur case blanche e6 · Pion noir sur case blanche d5 · Dame blanche sur case noire g5 · Pion noir sur case blanche h5 · Fou noir sur case noire b4 · Pion noir sur case blanche e4 · Pion noir sur case noire g3 · Tour blanche sur case noire b2 · Pion blanc sur case noire f2 · Pion blanc sur case blanche g2 · Tour blanche sur case blanche b1 · Fou blanc sur case noire c1 · Cavalier blanc sur case noire e1 · Roi noir sur case blanche f1 · Cavalier blanc sur case noire g1 · Roi blanc sur case blanche h1 | Fou noir sur case blanche b7 · Tour noire sur case blanche c6 · Pion noir sur case noire d6 · Pion noir sur case blanche e6 · Pion noir sur case blanche d5 · Dame blanche sur case noire g5 · Pion noir sur case blanche h5 · Fou noir sur case noire b4 · Pion noir sur case blanche e4 · Pion noir sur case noire g3 · Tour blanche sur case noire b2 · Pion blanc sur case noire f2 · Pion blanc sur case blanche g2 · Tour blanche sur case blanche b1 · Fou blanc sur case noire c1 · Cavalier blanc sur case noire e1 · Roi noir sur case blanche f1 · Cavalier blanc sur case noire g1 · Roi blanc sur case blanche h1 | Fou noir sur case blanche b7 · Tour noire sur case blanche c6 · Pion noir sur case noire d6 · Pion noir sur case blanche e6 · Pion noir sur case blanche d5 · Dame blanche sur case noire g5 · Pion noir sur case blanche h5 · Fou noir sur case noire b4 · Pion noir sur case blanche e4 · Pion noir sur case noire g3 · Tour blanche sur case noire b2 · Pion blanc sur case noire f2 · Pion blanc sur case blanche g2 · Tour blanche sur case blanche b1 · Fou blanc sur case noire c1 · Cavalier blanc sur case noire e1 · Roi noir sur case blanche f1 · Cavalier blanc sur case noire g1 · Roi blanc sur case blanche h1 | Fou noir sur case blanche b7 · Tour noire sur case blanche c6 · Pion noir sur case noire d6 · Pion noir sur case blanche e6 · Pion noir sur case blanche d5 · Dame blanche sur case noire g5 · Pion noir sur case blanche h5 · Fou noir sur case noire b4 · Pion noir sur case blanche e4 · Pion noir sur case noire g3 · Tour blanche sur case noire b2 · Pion blanc sur case noire f2 · Pion blanc sur case blanche g2 · Tour blanche sur case blanche b1 · Fou blanc sur case noire c1 · Cavalier blanc sur case noire e1 · Roi noir sur case blanche f1 · Cavalier blanc sur case noire g1 · Roi blanc sur case blanche h1 | Fou noir sur case blanche b7 · Tour noire sur case blanche c6 · Pion noir sur case noire d6 · Pion noir sur case blanche e6 · Pion noir sur case blanche d5 · Dame blanche sur case noire g5 · Pion noir sur case blanche h5 · Fou noir sur case noire b4 · Pion noir sur case blanche e4 · Pion noir sur case noire g3 · Tour blanche sur case noire b2 · Pion blanc sur case noire f2 · Pion blanc sur case blanche g2 · Tour blanche sur case blanche b1 · Fou blanc sur case noire c1 · Cavalier blanc sur case noire e1 · Roi noir sur case blanche f1 · Cavalier blanc sur case noire g1 · Roi blanc sur case blanche h1 | Fou noir sur case blanche b7 · Tour noire sur case blanche c6 · Pion noir sur case noire d6 · Pion noir sur case blanche e6 · Pion noir sur case blanche d5 · Dame blanche sur case noire g5 · Pion noir sur case blanche h5 · Fou noir sur case noire b4 · Pion noir sur case blanche e4 · Pion noir sur case noire g3 · Tour blanche sur case noire b2 · Pion blanc sur case noire f2 · Pion blanc sur case blanche g2 · Tour blanche sur case blanche b1 · Fou blanc sur case noire c1 · Cavalier blanc sur case noire e1 · Roi noir sur case blanche f1 · Cavalier blanc sur case noire g1 · Roi blanc sur case blanche h1 | 5 |
| 4 | Fou noir sur case blanche b7 · Tour noire sur case blanche c6 · Pion noir sur case noire d6 · Pion noir sur case blanche e6 · Pion noir sur case blanche d5 · Dame blanche sur case noire g5 · Pion noir sur case blanche h5 · Fou noir sur case noire b4 · Pion noir sur case blanche e4 · Pion noir sur case noire g3 · Tour blanche sur case noire b2 · Pion blanc sur case noire f2 · Pion blanc sur case blanche g2 · Tour blanche sur case blanche b1 · Fou blanc sur case noire c1 · Cavalier blanc sur case noire e1 · Roi noir sur case blanche f1 · Cavalier blanc sur case noire g1 · Roi blanc sur case blanche h1 | Fou noir sur case blanche b7 · Tour noire sur case blanche c6 · Pion noir sur case noire d6 · Pion noir sur case blanche e6 · Pion noir sur case blanche d5 · Dame blanche sur case noire g5 · Pion noir sur case blanche h5 · Fou noir sur case noire b4 · Pion noir sur case blanche e4 · Pion noir sur case noire g3 · Tour blanche sur case noire b2 · Pion blanc sur case noire f2 · Pion blanc sur case blanche g2 · Tour blanche sur case blanche b1 · Fou blanc sur case noire c1 · Cavalier blanc sur case noire e1 · Roi noir sur case blanche f1 · Cavalier blanc sur case noire g1 · Roi blanc sur case blanche h1 | Fou noir sur case blanche b7 · Tour noire sur case blanche c6 · Pion noir sur case noire d6 · Pion noir sur case blanche e6 · Pion noir sur case blanche d5 · Dame blanche sur case noire g5 · Pion noir sur case blanche h5 · Fou noir sur case noire b4 · Pion noir sur case blanche e4 · Pion noir sur case noire g3 · Tour blanche sur case noire b2 · Pion blanc sur case noire f2 · Pion blanc sur case blanche g2 · Tour blanche sur case blanche b1 · Fou blanc sur case noire c1 · Cavalier blanc sur case noire e1 · Roi noir sur case blanche f1 · Cavalier blanc sur case noire g1 · Roi blanc sur case blanche h1 | Fou noir sur case blanche b7 · Tour noire sur case blanche c6 · Pion noir sur case noire d6 · Pion noir sur case blanche e6 · Pion noir sur case blanche d5 · Dame blanche sur case noire g5 · Pion noir sur case blanche h5 · Fou noir sur case noire b4 · Pion noir sur case blanche e4 · Pion noir sur case noire g3 · Tour blanche sur case noire b2 · Pion blanc sur case noire f2 · Pion blanc sur case blanche g2 · Tour blanche sur case blanche b1 · Fou blanc sur case noire c1 · Cavalier blanc sur case noire e1 · Roi noir sur case blanche f1 · Cavalier blanc sur case noire g1 · Roi blanc sur case blanche h1 | Fou noir sur case blanche b7 · Tour noire sur case blanche c6 · Pion noir sur case noire d6 · Pion noir sur case blanche e6 · Pion noir sur case blanche d5 · Dame blanche sur case noire g5 · Pion noir sur case blanche h5 · Fou noir sur case noire b4 · Pion noir sur case blanche e4 · Pion noir sur case noire g3 · Tour blanche sur case noire b2 · Pion blanc sur case noire f2 · Pion blanc sur case blanche g2 · Tour blanche sur case blanche b1 · Fou blanc sur case noire c1 · Cavalier blanc sur case noire e1 · Roi noir sur case blanche f1 · Cavalier blanc sur case noire g1 · Roi blanc sur case blanche h1 | Fou noir sur case blanche b7 · Tour noire sur case blanche c6 · Pion noir sur case noire d6 · Pion noir sur case blanche e6 · Pion noir sur case blanche d5 · Dame blanche sur case noire g5 · Pion noir sur case blanche h5 · Fou noir sur case noire b4 · Pion noir sur case blanche e4 · Pion noir sur case noire g3 · Tour blanche sur case noire b2 · Pion blanc sur case noire f2 · Pion blanc sur case blanche g2 · Tour blanche sur case blanche b1 · Fou blanc sur case noire c1 · Cavalier blanc sur case noire e1 · Roi noir sur case blanche f1 · Cavalier blanc sur case noire g1 · Roi blanc sur case blanche h1 | Fou noir sur case blanche b7 · Tour noire sur case blanche c6 · Pion noir sur case noire d6 · Pion noir sur case blanche e6 · Pion noir sur case blanche d5 · Dame blanche sur case noire g5 · Pion noir sur case blanche h5 · Fou noir sur case noire b4 · Pion noir sur case blanche e4 · Pion noir sur case noire g3 · Tour blanche sur case noire b2 · Pion blanc sur case noire f2 · Pion blanc sur case blanche g2 · Tour blanche sur case blanche b1 · Fou blanc sur case noire c1 · Cavalier blanc sur case noire e1 · Roi noir sur case blanche f1 · Cavalier blanc sur case noire g1 · Roi blanc sur case blanche h1 | Fou noir sur case blanche b7 · Tour noire sur case blanche c6 · Pion noir sur case noire d6 · Pion noir sur case blanche e6 · Pion noir sur case blanche d5 · Dame blanche sur case noire g5 · Pion noir sur case blanche h5 · Fou noir sur case noire b4 · Pion noir sur case blanche e4 · Pion noir sur case noire g3 · Tour blanche sur case noire b2 · Pion blanc sur case noire f2 · Pion blanc sur case blanche g2 · Tour blanche sur case blanche b1 · Fou blanc sur case noire c1 · Cavalier blanc sur case noire e1 · Roi noir sur case blanche f1 · Cavalier blanc sur case noire g1 · Roi blanc sur case blanche h1 | 4 |
| 3 | Fou noir sur case blanche b7 · Tour noire sur case blanche c6 · Pion noir sur case noire d6 · Pion noir sur case blanche e6 · Pion noir sur case blanche d5 · Dame blanche sur case noire g5 · Pion noir sur case blanche h5 · Fou noir sur case noire b4 · Pion noir sur case blanche e4 · Pion noir sur case noire g3 · Tour blanche sur case noire b2 · Pion blanc sur case noire f2 · Pion blanc sur case blanche g2 · Tour blanche sur case blanche b1 · Fou blanc sur case noire c1 · Cavalier blanc sur case noire e1 · Roi noir sur case blanche f1 · Cavalier blanc sur case noire g1 · Roi blanc sur case blanche h1 | Fou noir sur case blanche b7 · Tour noire sur case blanche c6 · Pion noir sur case noire d6 · Pion noir sur case blanche e6 · Pion noir sur case blanche d5 · Dame blanche sur case noire g5 · Pion noir sur case blanche h5 · Fou noir sur case noire b4 · Pion noir sur case blanche e4 · Pion noir sur case noire g3 · Tour blanche sur case noire b2 · Pion blanc sur case noire f2 · Pion blanc sur case blanche g2 · Tour blanche sur case blanche b1 · Fou blanc sur case noire c1 · Cavalier blanc sur case noire e1 · Roi noir sur case blanche f1 · Cavalier blanc sur case noire g1 · Roi blanc sur case blanche h1 | Fou noir sur case blanche b7 · Tour noire sur case blanche c6 · Pion noir sur case noire d6 · Pion noir sur case blanche e6 · Pion noir sur case blanche d5 · Dame blanche sur case noire g5 · Pion noir sur case blanche h5 · Fou noir sur case noire b4 · Pion noir sur case blanche e4 · Pion noir sur case noire g3 · Tour blanche sur case noire b2 · Pion blanc sur case noire f2 · Pion blanc sur case blanche g2 · Tour blanche sur case blanche b1 · Fou blanc sur case noire c1 · Cavalier blanc sur case noire e1 · Roi noir sur case blanche f1 · Cavalier blanc sur case noire g1 · Roi blanc sur case blanche h1 | Fou noir sur case blanche b7 · Tour noire sur case blanche c6 · Pion noir sur case noire d6 · Pion noir sur case blanche e6 · Pion noir sur case blanche d5 · Dame blanche sur case noire g5 · Pion noir sur case blanche h5 · Fou noir sur case noire b4 · Pion noir sur case blanche e4 · Pion noir sur case noire g3 · Tour blanche sur case noire b2 · Pion blanc sur case noire f2 · Pion blanc sur case blanche g2 · Tour blanche sur case blanche b1 · Fou blanc sur case noire c1 · Cavalier blanc sur case noire e1 · Roi noir sur case blanche f1 · Cavalier blanc sur case noire g1 · Roi blanc sur case blanche h1 | Fou noir sur case blanche b7 · Tour noire sur case blanche c6 · Pion noir sur case noire d6 · Pion noir sur case blanche e6 · Pion noir sur case blanche d5 · Dame blanche sur case noire g5 · Pion noir sur case blanche h5 · Fou noir sur case noire b4 · Pion noir sur case blanche e4 · Pion noir sur case noire g3 · Tour blanche sur case noire b2 · Pion blanc sur case noire f2 · Pion blanc sur case blanche g2 · Tour blanche sur case blanche b1 · Fou blanc sur case noire c1 · Cavalier blanc sur case noire e1 · Roi noir sur case blanche f1 · Cavalier blanc sur case noire g1 · Roi blanc sur case blanche h1 | Fou noir sur case blanche b7 · Tour noire sur case blanche c6 · Pion noir sur case noire d6 · Pion noir sur case blanche e6 · Pion noir sur case blanche d5 · Dame blanche sur case noire g5 · Pion noir sur case blanche h5 · Fou noir sur case noire b4 · Pion noir sur case blanche e4 · Pion noir sur case noire g3 · Tour blanche sur case noire b2 · Pion blanc sur case noire f2 · Pion blanc sur case blanche g2 · Tour blanche sur case blanche b1 · Fou blanc sur case noire c1 · Cavalier blanc sur case noire e1 · Roi noir sur case blanche f1 · Cavalier blanc sur case noire g1 · Roi blanc sur case blanche h1 | Fou noir sur case blanche b7 · Tour noire sur case blanche c6 · Pion noir sur case noire d6 · Pion noir sur case blanche e6 · Pion noir sur case blanche d5 · Dame blanche sur case noire g5 · Pion noir sur case blanche h5 · Fou noir sur case noire b4 · Pion noir sur case blanche e4 · Pion noir sur case noire g3 · Tour blanche sur case noire b2 · Pion blanc sur case noire f2 · Pion blanc sur case blanche g2 · Tour blanche sur case blanche b1 · Fou blanc sur case noire c1 · Cavalier blanc sur case noire e1 · Roi noir sur case blanche f1 · Cavalier blanc sur case noire g1 · Roi blanc sur case blanche h1 | Fou noir sur case blanche b7 · Tour noire sur case blanche c6 · Pion noir sur case noire d6 · Pion noir sur case blanche e6 · Pion noir sur case blanche d5 · Dame blanche sur case noire g5 · Pion noir sur case blanche h5 · Fou noir sur case noire b4 · Pion noir sur case blanche e4 · Pion noir sur case noire g3 · Tour blanche sur case noire b2 · Pion blanc sur case noire f2 · Pion blanc sur case blanche g2 · Tour blanche sur case blanche b1 · Fou blanc sur case noire c1 · Cavalier blanc sur case noire e1 · Roi noir sur case blanche f1 · Cavalier blanc sur case noire g1 · Roi blanc sur case blanche h1 | 3 |
| 2 | Fou noir sur case blanche b7 · Tour noire sur case blanche c6 · Pion noir sur case noire d6 · Pion noir sur case blanche e6 · Pion noir sur case blanche d5 · Dame blanche sur case noire g5 · Pion noir sur case blanche h5 · Fou noir sur case noire b4 · Pion noir sur case blanche e4 · Pion noir sur case noire g3 · Tour blanche sur case noire b2 · Pion blanc sur case noire f2 · Pion blanc sur case blanche g2 · Tour blanche sur case blanche b1 · Fou blanc sur case noire c1 · Cavalier blanc sur case noire e1 · Roi noir sur case blanche f1 · Cavalier blanc sur case noire g1 · Roi blanc sur case blanche h1 | Fou noir sur case blanche b7 · Tour noire sur case blanche c6 · Pion noir sur case noire d6 · Pion noir sur case blanche e6 · Pion noir sur case blanche d5 · Dame blanche sur case noire g5 · Pion noir sur case blanche h5 · Fou noir sur case noire b4 · Pion noir sur case blanche e4 · Pion noir sur case noire g3 · Tour blanche sur case noire b2 · Pion blanc sur case noire f2 · Pion blanc sur case blanche g2 · Tour blanche sur case blanche b1 · Fou blanc sur case noire c1 · Cavalier blanc sur case noire e1 · Roi noir sur case blanche f1 · Cavalier blanc sur case noire g1 · Roi blanc sur case blanche h1 | Fou noir sur case blanche b7 · Tour noire sur case blanche c6 · Pion noir sur case noire d6 · Pion noir sur case blanche e6 · Pion noir sur case blanche d5 · Dame blanche sur case noire g5 · Pion noir sur case blanche h5 · Fou noir sur case noire b4 · Pion noir sur case blanche e4 · Pion noir sur case noire g3 · Tour blanche sur case noire b2 · Pion blanc sur case noire f2 · Pion blanc sur case blanche g2 · Tour blanche sur case blanche b1 · Fou blanc sur case noire c1 · Cavalier blanc sur case noire e1 · Roi noir sur case blanche f1 · Cavalier blanc sur case noire g1 · Roi blanc sur case blanche h1 | Fou noir sur case blanche b7 · Tour noire sur case blanche c6 · Pion noir sur case noire d6 · Pion noir sur case blanche e6 · Pion noir sur case blanche d5 · Dame blanche sur case noire g5 · Pion noir sur case blanche h5 · Fou noir sur case noire b4 · Pion noir sur case blanche e4 · Pion noir sur case noire g3 · Tour blanche sur case noire b2 · Pion blanc sur case noire f2 · Pion blanc sur case blanche g2 · Tour blanche sur case blanche b1 · Fou blanc sur case noire c1 · Cavalier blanc sur case noire e1 · Roi noir sur case blanche f1 · Cavalier blanc sur case noire g1 · Roi blanc sur case blanche h1 | Fou noir sur case blanche b7 · Tour noire sur case blanche c6 · Pion noir sur case noire d6 · Pion noir sur case blanche e6 · Pion noir sur case blanche d5 · Dame blanche sur case noire g5 · Pion noir sur case blanche h5 · Fou noir sur case noire b4 · Pion noir sur case blanche e4 · Pion noir sur case noire g3 · Tour blanche sur case noire b2 · Pion blanc sur case noire f2 · Pion blanc sur case blanche g2 · Tour blanche sur case blanche b1 · Fou blanc sur case noire c1 · Cavalier blanc sur case noire e1 · Roi noir sur case blanche f1 · Cavalier blanc sur case noire g1 · Roi blanc sur case blanche h1 | Fou noir sur case blanche b7 · Tour noire sur case blanche c6 · Pion noir sur case noire d6 · Pion noir sur case blanche e6 · Pion noir sur case blanche d5 · Dame blanche sur case noire g5 · Pion noir sur case blanche h5 · Fou noir sur case noire b4 · Pion noir sur case blanche e4 · Pion noir sur case noire g3 · Tour blanche sur case noire b2 · Pion blanc sur case noire f2 · Pion blanc sur case blanche g2 · Tour blanche sur case blanche b1 · Fou blanc sur case noire c1 · Cavalier blanc sur case noire e1 · Roi noir sur case blanche f1 · Cavalier blanc sur case noire g1 · Roi blanc sur case blanche h1 | Fou noir sur case blanche b7 · Tour noire sur case blanche c6 · Pion noir sur case noire d6 · Pion noir sur case blanche e6 · Pion noir sur case blanche d5 · Dame blanche sur case noire g5 · Pion noir sur case blanche h5 · Fou noir sur case noire b4 · Pion noir sur case blanche e4 · Pion noir sur case noire g3 · Tour blanche sur case noire b2 · Pion blanc sur case noire f2 · Pion blanc sur case blanche g2 · Tour blanche sur case blanche b1 · Fou blanc sur case noire c1 · Cavalier blanc sur case noire e1 · Roi noir sur case blanche f1 · Cavalier blanc sur case noire g1 · Roi blanc sur case blanche h1 | Fou noir sur case blanche b7 · Tour noire sur case blanche c6 · Pion noir sur case noire d6 · Pion noir sur case blanche e6 · Pion noir sur case blanche d5 · Dame blanche sur case noire g5 · Pion noir sur case blanche h5 · Fou noir sur case noire b4 · Pion noir sur case blanche e4 · Pion noir sur case noire g3 · Tour blanche sur case noire b2 · Pion blanc sur case noire f2 · Pion blanc sur case blanche g2 · Tour blanche sur case blanche b1 · Fou blanc sur case noire c1 · Cavalier blanc sur case noire e1 · Roi noir sur case blanche f1 · Cavalier blanc sur case noire g1 · Roi blanc sur case blanche h1 | 2 |
| 1 | Fou noir sur case blanche b7 · Tour noire sur case blanche c6 · Pion noir sur case noire d6 · Pion noir sur case blanche e6 · Pion noir sur case blanche d5 · Dame blanche sur case noire g5 · Pion noir sur case blanche h5 · Fou noir sur case noire b4 · Pion noir sur case blanche e4 · Pion noir sur case noire g3 · Tour blanche sur case noire b2 · Pion blanc sur case noire f2 · Pion blanc sur case blanche g2 · Tour blanche sur case blanche b1 · Fou blanc sur case noire c1 · Cavalier blanc sur case noire e1 · Roi noir sur case blanche f1 · Cavalier blanc sur case noire g1 · Roi blanc sur case blanche h1 | Fou noir sur case blanche b7 · Tour noire sur case blanche c6 · Pion noir sur case noire d6 · Pion noir sur case blanche e6 · Pion noir sur case blanche d5 · Dame blanche sur case noire g5 · Pion noir sur case blanche h5 · Fou noir sur case noire b4 · Pion noir sur case blanche e4 · Pion noir sur case noire g3 · Tour blanche sur case noire b2 · Pion blanc sur case noire f2 · Pion blanc sur case blanche g2 · Tour blanche sur case blanche b1 · Fou blanc sur case noire c1 · Cavalier blanc sur case noire e1 · Roi noir sur case blanche f1 · Cavalier blanc sur case noire g1 · Roi blanc sur case blanche h1 | Fou noir sur case blanche b7 · Tour noire sur case blanche c6 · Pion noir sur case noire d6 · Pion noir sur case blanche e6 · Pion noir sur case blanche d5 · Dame blanche sur case noire g5 · Pion noir sur case blanche h5 · Fou noir sur case noire b4 · Pion noir sur case blanche e4 · Pion noir sur case noire g3 · Tour blanche sur case noire b2 · Pion blanc sur case noire f2 · Pion blanc sur case blanche g2 · Tour blanche sur case blanche b1 · Fou blanc sur case noire c1 · Cavalier blanc sur case noire e1 · Roi noir sur case blanche f1 · Cavalier blanc sur case noire g1 · Roi blanc sur case blanche h1 | Fou noir sur case blanche b7 · Tour noire sur case blanche c6 · Pion noir sur case noire d6 · Pion noir sur case blanche e6 · Pion noir sur case blanche d5 · Dame blanche sur case noire g5 · Pion noir sur case blanche h5 · Fou noir sur case noire b4 · Pion noir sur case blanche e4 · Pion noir sur case noire g3 · Tour blanche sur case noire b2 · Pion blanc sur case noire f2 · Pion blanc sur case blanche g2 · Tour blanche sur case blanche b1 · Fou blanc sur case noire c1 · Cavalier blanc sur case noire e1 · Roi noir sur case blanche f1 · Cavalier blanc sur case noire g1 · Roi blanc sur case blanche h1 | Fou noir sur case blanche b7 · Tour noire sur case blanche c6 · Pion noir sur case noire d6 · Pion noir sur case blanche e6 · Pion noir sur case blanche d5 · Dame blanche sur case noire g5 · Pion noir sur case blanche h5 · Fou noir sur case noire b4 · Pion noir sur case blanche e4 · Pion noir sur case noire g3 · Tour blanche sur case noire b2 · Pion blanc sur case noire f2 · Pion blanc sur case blanche g2 · Tour blanche sur case blanche b1 · Fou blanc sur case noire c1 · Cavalier blanc sur case noire e1 · Roi noir sur case blanche f1 · Cavalier blanc sur case noire g1 · Roi blanc sur case blanche h1 | Fou noir sur case blanche b7 · Tour noire sur case blanche c6 · Pion noir sur case noire d6 · Pion noir sur case blanche e6 · Pion noir sur case blanche d5 · Dame blanche sur case noire g5 · Pion noir sur case blanche h5 · Fou noir sur case noire b4 · Pion noir sur case blanche e4 · Pion noir sur case noire g3 · Tour blanche sur case noire b2 · Pion blanc sur case noire f2 · Pion blanc sur case blanche g2 · Tour blanche sur case blanche b1 · Fou blanc sur case noire c1 · Cavalier blanc sur case noire e1 · Roi noir sur case blanche f1 · Cavalier blanc sur case noire g1 · Roi blanc sur case blanche h1 | Fou noir sur case blanche b7 · Tour noire sur case blanche c6 · Pion noir sur case noire d6 · Pion noir sur case blanche e6 · Pion noir sur case blanche d5 · Dame blanche sur case noire g5 · Pion noir sur case blanche h5 · Fou noir sur case noire b4 · Pion noir sur case blanche e4 · Pion noir sur case noire g3 · Tour blanche sur case noire b2 · Pion blanc sur case noire f2 · Pion blanc sur case blanche g2 · Tour blanche sur case blanche b1 · Fou blanc sur case noire c1 · Cavalier blanc sur case noire e1 · Roi noir sur case blanche f1 · Cavalier blanc sur case noire g1 · Roi blanc sur case blanche h1 | Fou noir sur case blanche b7 · Tour noire sur case blanche c6 · Pion noir sur case noire d6 · Pion noir sur case blanche e6 · Pion noir sur case blanche d5 · Dame blanche sur case noire g5 · Pion noir sur case blanche h5 · Fou noir sur case noire b4 · Pion noir sur case blanche e4 · Pion noir sur case noire g3 · Tour blanche sur case noire b2 · Pion blanc sur case noire f2 · Pion blanc sur case blanche g2 · Tour blanche sur case blanche b1 · Fou blanc sur case noire c1 · Cavalier blanc sur case noire e1 · Roi noir sur case blanche f1 · Cavalier blanc sur case noire g1 · Roi blanc sur case blanche h1 | 1 |
|   | a | b | c | d | e | f | g | h |   |

Sous le nom de Piotr, Ruszczyński est connu comme un auteur de problèmes d'échecs portant le titre de Maître international de composition d'échecs de la FIDE  (depuis 1988). 29 ses problèmes de tous genres ont été sélectionnés pour les albums FIDE par la Commission permanente de la FIDE pour les compositions d'échecs.
Avec Jan Rusinek, Ruszczyński a co-écrit le livre :64 Polish Chess Compositions, Warszawa, Polski Związek Szachowy, 1989.